# Stenodynerus marii
Stenodynerus marii är en stekelart som beskrevs av Brethes 1924. Stenodynerus marii ingår i släktet smalgetingar, och familjen Eumenidae. Inga underarter finns listade i Catalogue of Life.